# Goran Sukno
Goran Sukno (Dubrovnik, 5. travnja 1959.), hrvatski je vaterpolist, osvajač zlatne medalje na Olimpijskim igrama u Los Angelesu 1984. godine.
U karijeri je igrao za dubrovački Jug.
Odigrao je 121 susret za reprezentaciju bivše SFRJ.